# ميرسيني
ميرسيني (Μυρσίνη) هي مدينة في إليا في مقاطعة كينتريكي إلادا في اليونان.